# Uduba madagascariensis
Espèce
Synonymes
- Olios madagascariensis Vinson, 1863

Uduba madagascariensis est une espèce d'araignées aranéomorphes de la famille des Udubidae.

## Distribution
Cette espèce est endémique de Madagascar. Elle se rencontre dans la moitié sud de l'île. 

## Description
Le mâle holotype mesure 18 mm.
Les femelles mesurent de 20 à 25 mm.
Le mâle décrit par Griswold, Ubick, Ledford et Polotow en 2022 mesure 18,57 mm et la femelle 16,71 mm, les mâles mesurent de 11,90 à 18,57 mm et les femelles de 15,60 à 20,86 mm.

## Systématique et taxinomie
Cette espèce a été décrite sous le protonyme Olios madagascariensis par Vinson en 1863. Elle est placée dans le genre Uduba par Simon en 1880.

## Étymologie
Son nom d'espèce, composé de madagascar(i) et du suffixe latin -ensis, « qui vit dans, qui habite », lui a été donné en référence au lieu de sa découverte, Madagascar.

## Publication originale
- Vinson, 1863 : Aranéides des îles de la Réunion, Maurice et Madagascar. Paris, p. 1-337.